# Nova Gajdobra
Nova Gajdobra (v srbské cyrilici Нова Гајдобра, maďarsky Wekerlefalva) je obec v Srbsku, v autonomní oblasti Vojvodina. 

## Obyvatelstvo
V roce 2011 zde dle srbského sčítání lidu žilo 1220 obyvatel.